# Blastoconium glumarum
Blastoconium glumarum är en svampart som först beskrevs av Pier Andrea Saccardo, och fick sitt nu gällande namn av Raffaele Ciferri 1937. Blastoconium glumarum ingår i släktet Blastoconium, divisionen sporsäcksvampar och riket svampar.   Inga underarter finns listade i Catalogue of Life.